# استحکامات شی‌آن
استحکامات شی‌آن (چینی: 西安城墙) که همچنین به نام دیوار شهری شی‌آن نیز شناخته می‌شود، نمونه‌ای از بهترین دیوارهای شهری چین در شی‌آن است. این استحکامات توسط امپراتور هونگ‌وو ژو یوان‌ژانگ به عنوان سامانهٔ دفاعی نظامی ساخته شد. این مجموعه «ویژگی‌های کامل معماری باروی جامعه فئودالی» را به نمایش می‌گذارد. از زمان ساخت در سدهٔ ۱۴ میلادی تاکنون این قلعه بارها مرمت شده است: سه بار در فواصل زمانی ۲۰۰ ساله‌ای بین نیمهٔ دوم سدهٔ ۱۵۰۰ تا ۱۷۰۰ و در سال‌های اخیر در سال ۱۹۸۳. دیوار دفاعی، ناحیه‌ای حدود ۱۴ کیلومتر مربع (۵٫۴ مایل مربع) را پوشش می‌دهد.
دیوار شهری شی‌آن تحت عنوان «دیوارهای شهری دودمان‌های مینگ و چینگ» در بخش آزمایشی فهرست میراث جهانی یونسکو قرار دارد. از سال ۲۰۰۸ نیز در فهرست ادارهٔ دولتی میراث فرهنگی جمهوری خلق چین قرار دارد.

## موقعیت
دیوار شهری شی‌آن در ناحیهٔ شهری شی‌آن قرار دارد که زمانی یک شهر امپراتوری در دوران دودمان‌های سوئی و تانگ بود شی‌آن در انتهای جاده ابریشم باستانی قرار دارد.

## تاریخچه

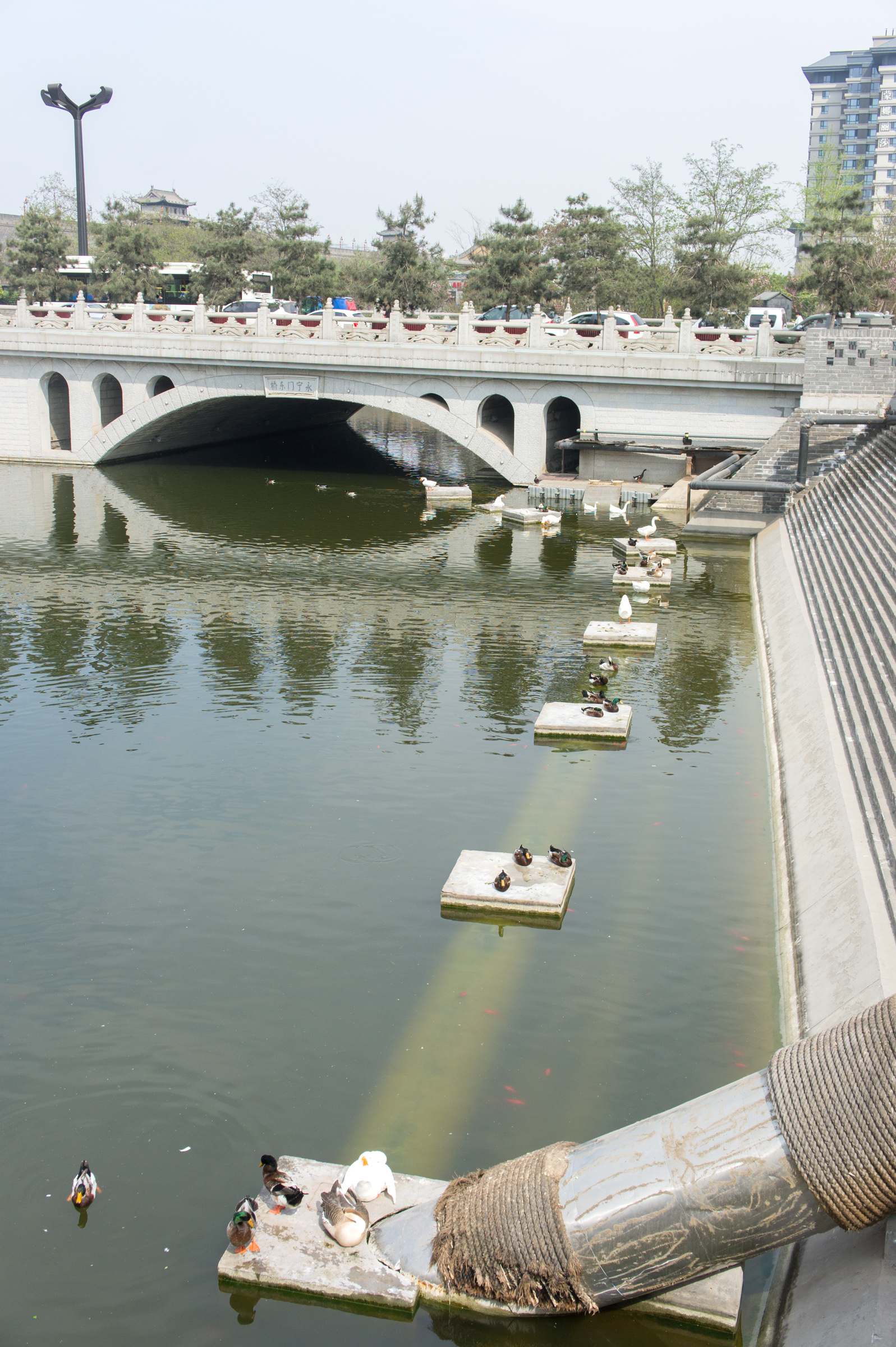
خندق شهر شی‌آن

ژو یوان‌ژانگ، نخستین امپراتور دودمان مینگ (۱۳۶۸–۱۶۴۴)، تحت مشاورهٔ ژو شنگ، یک حکیم قرار گرفت که باید دور شهر یک دیوار بلند بسازد و در کنار آن، تسهیلات انبار برای خوراک ایجاد کند و با اتحاد ایالت‌های دیگر، امپراتوری خود را مقرر کند. ژو، سخن حکیم را گوش فراسپرد و دودمان مینگ را بنیان‌گذاری کرد و سپس یک دیوار بسیار مستحکم به جای دیوار کاخ پیشین دودمان تانگ (۶۱۸–۹۰۷) ایجاد کرد. او ساخت‌وساز دیوار شهری شی‌آن، به عنوان پایتخت استان شنشی را در سال ۱۳۷۰ آغاز کرد. او خاکریزهای باستانی استحاکامات پیشین ساخته‌شده توسط دودمان‌های سوئی و تانگ را در بخش‌های غربی و جنوبی دیوار شامل کرد و همچنین بخش‌های شرقی و شمالی را نیز بزرگ‌تر کرد. عمارت آن نیز در یک دورهٔ هشت‌ساله ساخته شد و در دوران دودمان مینگ و سپس دودمان چینگ از آن به خوبی نگه‌داری شد.